# Cord Spero
Cord Spero (ur. 12 października 1979 r.) – kanadyjski narciarz, specjalista narciarstwa dowolnego. Został zgłoszony do startu w konkurencji skoków akrobatycznych na mistrzostwach świata w Madonna di Campiglio jednak ostatecznie nie wystartował. Nie startował też na igrzyskach olimpijskich. Najlepsze wyniki w Pucharze Świata osiągnął w sezonie 2006/2007, kiedy to zajął 9. miejsce w klasyfikacji generalnej, a w klasyfikacji skoków akrobatycznych był trzeci.

## Sukcesy

### Mistrzostwa Świata
| Miejsce | Dzień    | Rok  | Miejscowość          | Konkurencja        | Zwycięzca    |
| ------- | -------- | ---- | -------------------- | ------------------ | ------------ |
| DNS     | 10 marca | 2007 | Madonna di Campiglio | Skoki akrobatyczne | Han Xiaopeng |

#### Miejsca w klasyfikacji generalnej
- 2001/2002 – 164.
- 2002/2003 – -
- 2003/2004 – 128.
- 2004/2005 – 74.
- 2005/2006 – 53.
- 2006/2007 – 9.
- 2008/2009 – 102.

#### Miejsca na podium
1. Mont Gabriel – 7 stycznia 2007 (Skoki akrobatyczne) – 1. miejsce